# Caputxins de Sarrià
Els Caputxins de Sarrià són una comunitat de l'Orde dels Germans Menors Caputxins que es va instal·lar a Barcelona el 1578 per una petició del Consell de Cent, en contra de la voluntat del rei Felip II.

## Història

### Inicis

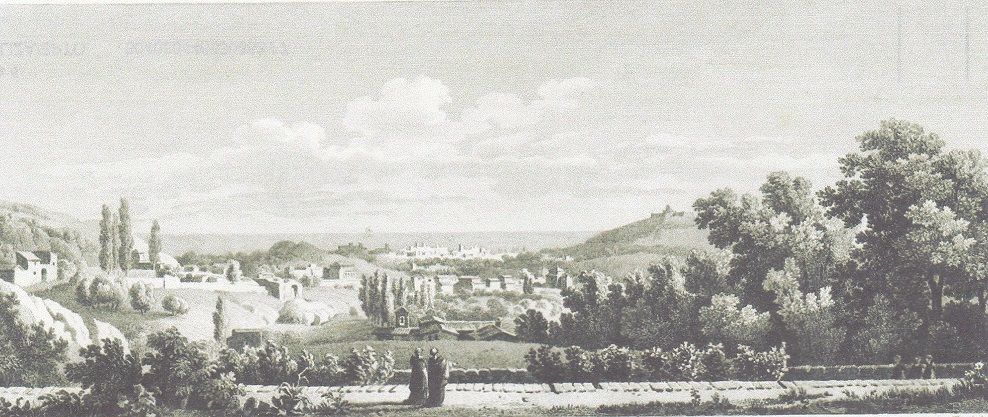
Vista de Barcelona des del convent dels caputxins al Desert de Sarrià

Després de ser requerits pel Consell de Cent en 1578, vingueren uns caputxins d'Itàlia, que s'instal·laren provisionalment a l'ermita de Santa Madrona de Montjuïc. Després d'un breu sojorn allà, estigueren durant un breu període en Sant Gervasi de Cassoles, però ja el mateix any es van traslladar a uns terrenys anomenats el Desert de Sarrià, on hi havia l'ermita de Santa Eulàlia. Aquesta ermita havia estat aixecada a mitjan segle xv a l'indret anomenat "El Desert de Sarrià", en un lloc on tradicionalment es considerava que havia nascut i viscut aquesta insigne màrtir barcelonina. Així doncs, el mateix 1578, el lloc es va cedir als frares caputxins, perquè ells hi fundessin un convent, que fou el primer de la península ibèrica de l'orde caputxí. Al Desert de Sarrià hi fou instaurat un noviciat. Aquest protoconvent coexistí amb el de Montcalvari, fundat també en aquells anys fora de les muralles de Barcelona. En el setge de 1714 durant la Guerra de Successió Espanyola el convent fou ocupat militarment, però bona part dels caputxins s'hi van poder quedar pel servei religiós i el lloc fou respectat.
El convent de Sarrià fou el primer dels caputxins en terres ibèriques, i va desaparèixer el 1835 amb la confiscació dels béns de l'Església durant la desamortització de Mendizábal. Els seus terrenys anaren a parar a mans de l'italià Enrico Sisley, al qual se li concediren els terrenys de manera dubtosa i sense explicació lògica.

### Restauració
Al cap d'uns anys i després dels intents infructuosos per recuperar l'antic convent, una família sarrianenca, els Ponsich, van fer donació dels terrenys actuals, on va començar a construir-se un nou convent el 1887. A partir del 1900, es va convertir en seu de la cúria provincial, casa d'estudis i centre d'irradiació intel·lectual freqüentat per noucentistes il·lustres com Josep Carner, Carles Riba, Jaume Bofill i Mates, Francesc Pujols i Francesc Cambó. El convent fou un centre important d'estudis bíblics, amb figures com Antoni M. de Barcelona o Marc de Castellví. El pare Miquel d'Esplugues va ser president de la Fundació Bíblica Catalana, de la qual, entre altres treballs, és la versió al català dels textos originals, si fa no fa contemporània de l'altra versió, la de Montserrat (del pare Bonaventura Ubach). Aquesta tradició biblista ha continuat fins a l'actualitat amb estudiosos com Frederic Raurell, Enric Cortès o Jordi Cervera.
Miquel d'Esplugues també fundà i dirigí la revista Estudis Franciscans el 1907, que encara s'edita, després de deixar-se d'editar en un breu parèntesi després de la Guerra Civil espanyola. També fundà el 1925 la primera revista catalana de filosofia, Criterion (1925-1936).

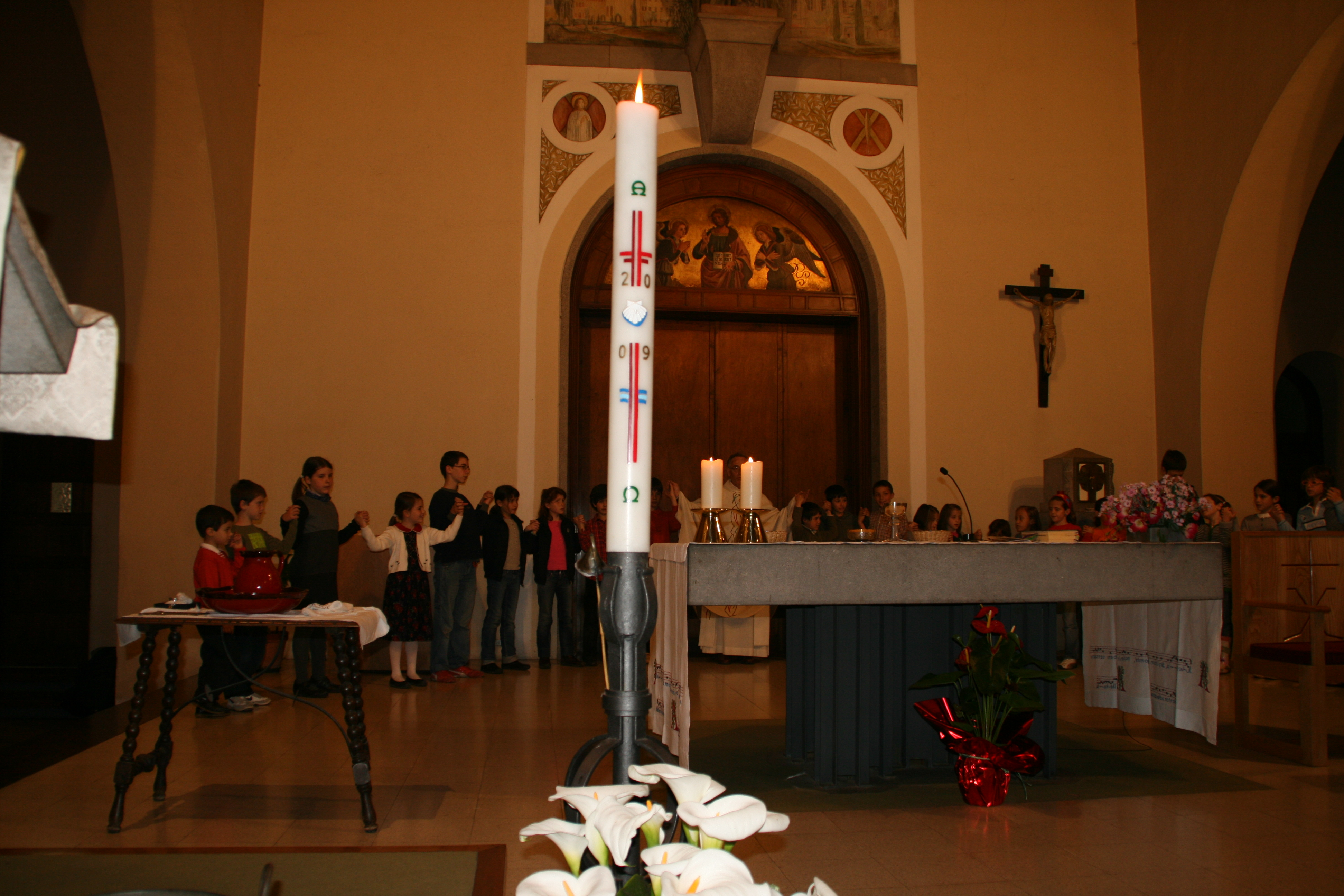
Interior de l'església dels Caputxins de Sarrià

El 1936 el convent fou incendiat i saquejat per les milícies anarquistes, però els veïns ajudaren a salvar una bona part de la biblioteca. El 1939 va començar la restauració sota la direcció de l'arquitecte Pere Benavent. La revista Estudis Franciscans tornà a editar-se a partir de 1948, de la mà del germà Basili de Rubí, primer editor seu després de la represa. També es tornà a editar després de la Guerra Civil Criterion, ara com a col·lecció de temes filosòfics i religiosos, en 1959. Basili de Rubí en fou el nou iniciador, i el seu successor, per poc temps, Àlvar Maduell. La col·lecció havia de ser en principi revista, però les lleis de premsa del ministre Manuel Fraga Iribarne no li donaren pas, i la revista tancà el 1969.
Durant els anys cinquanta del s. XX, i per iniciativa del frare Basili de Rubí, va néixer l'associació Franciscàlia. Era una associació amb cobertura canònica per a l'espiritualitat i la cultura. Tingué col·laboradors laics de relleu com Roc Llorens, Josep M. Piñol, Jordi Maragall o Tomàs Carreras i Artau, entre d'altres.
El 1966 el convent acollí una trobada d'estudiants, coneguda com la Caputxinada, on va tenir lloc l'assemblea constitutiva del Sindicat Democràtic d'Estudiants de la Universitat de Barcelona (SDEUB). L'actuació de la policia, que va encerclar el convent durant tres dies, generà un ample suport popular que fins i tot tingué ressò internacionalment.
Sota l'altar d'una capella, en una urna, hi ha les restes de nou dels vint-i-sis (la resta no se n'ha trobat) màrtirs caputxins en l'inici de la guerra civil espanyola, beatificats el 21 de novembre de 2015 a la Catedral de Barcelona.
Actualment, el convent de Sarrià és seu del Museu Etnogràfic Missional, de la Biblioteca Hispanocaputxina i de l'Arxiu Provincial dels Caputxins de Catalunya i Balears, entre d'altres. El 2006 va rebre la Medalla d'Honor de Barcelona.

### Hort i jardins
El convent disposava als seus inicis d'un hort rodejat d'un jardí. En Fra Damià de Llavaneres, a qui li deien fra artista del Maresme, va cultivar més de 100 varietats de flors i l'hort era sempre ple d'hortalisses. Recentment el Liceu Francès de Barcelona s'ha quedat part de l'hort. Dins del claustre hi ha un petit jardí d'espècies suculentes al voltant d'una glorieta octogonal que aixopluga un pou. A l'entrada del convent hi ha un cedre amb més de cent trenta anys de vida, que s'ha constituït com el símbol dels Caputxins de Sarrià.

## Caputxins il·lustres

### Missioners
- Josep Busquets i Quintana
- Camil Plàcid Crous i Salichs
- Maties Solà i Farell
- Francesc Xavier Vilà i Mateu
- Gaspar Miquel Moncunill Viladot

### Filòsofs
- Miquel d'Esplugues
- Jordi Llimona i Barret

### Historiadors
- Basili de Rubí
- Nolasc del Molar
- Martí de Barcelona
- Fra Valentí Serra de Manresa

### Teòlegs
- Joan Botam i Casals
- Esteve Blanch i Busquets

### Biblistes
- Antoni Maria de Barcelona.
- Marc de Castellví.
- Frederic Raurell.
- Enric Cortès.
- Jordi Cervera.

## Publicacions
- Estudis Franciscans. És una revista d'estudis eclesiàstics i franciscans fundada, amb finalitats apologètiques, per Miquel d'Esplugues el 1907. Deixà d'editar-se en 1936 i es va reprendre en 1948. Actualment, és l'òrgan científic d'investigació de totes les províncies caputxines de l'Estat espanyol i de Portugal. Publica articles en totes les llengües parlades a la península Ibèrica.
- Catalunya Franciscana. Neix l'any 1926 en atenció al Tercer Orde Franciscà. El director actual és Josep Manuel Vallejo.
- Anhel, revista en català publicada entre els anys 1949 i 1966.